# All I Need to Know
All I Need to Know è il secondo e ultimo singolo estratto dal terzo album della cantautrice britannica Emma Bunton, Life in Mono.
La canzone è stata scritta dalla stessa Bunton in collaborazione con Jamie Hartman. Annunciato in precedenza sul sito web dell'artista, il singolo è stato pubblicato il 12 febbraio 2007 in Inghilterra e Irlanda per l'etichetta Universal, ma era già acquistabile on line dal 5 febbraio. Il singolo conteneva anche un remix e la b-side Midnight and Martinis. Il singolo ha debuttato nella classifica inglese dei singoli a un deludente sessantesimo posto, soprattutto a causa della scarsa promozione della Bunton, a quel tempo incinta.

## Il video
Diretto da Max & Dania, il video è stato girato poco prima del Natale 2006 nella periferia est di Londra. La protagonista del video è la stessa cantante che, vestita da angelo, canta vicino a diverse persone sole senza che queste possano vederla.

## Tracce e formati
- UK CD

1. "All I Need To Know" [Single Edit]
2. "Midnight And Martinis"

- iTunes UK

1. "All I Need To Know" [Single Edit]
2. "All I Need To Know" [Bimbo Jones Vocal Club Mix]
3. "Midnight And Martinis"

- UK Radio Promo

1. "All I Need To Know [Single Edit]

- UK Club Promo

1. "All I Need To Know" Bimbo Jones Vocal Club Mix]
2. "All I Need To Know" [Bimbo Jones Twisted Club Mix]
3. "All I Need To Know" [Bimbo Jones Club Dub Mix]
4. "All I Need To Know" [Bimbo Jones Vocal Radio Edit]
5. "All I Need To Know" [Single Edit]

- 19 Management Internal CD-R

1. "All I Need To Know" [Promo Radio Edit]

Nota: L'arrangiamento musicale della Promo Radio Edit è diversa da quella realizzata come Single Edit, contenendo qualche strofa e un po' di ritmo in più. Questa versione non è stata realizzata per il commercio ma è stata comunque diffusa su Internet.

## Classifiche
| Classifica (2007)   | Posizione raggiunta |
| ------------------- | ------------------- |
| UK Top 75 Singles   | 60                  |
| Irish Singles Chart | 98                  |